# بلاي أون لاين
بلاي أون لاين (بالإنجليزية: PlayOnline)‏هي خدمة ألعاب عبر الإنترنت تم إنشاؤها بواسطة سكوير (سكوير إنكس) في 28 يناير 2000، وكانت تطبيق الإطلاق وخدمة الإنترنت للعديد من ألعاب الكمبيوتر الشخصي وبلاي ستيشن 2 التي تنشرها الشركة. تضمنت الألعاب المستضافة فرونت ميسون أون لاين وأرض الخيال: حلقة دومينيون و تيترا ماستر والإصدارات اليابانية من إيفر كويست 2 وديرج أوف سيربيروس: فاينال فانتازي 7 وجونج هولو. اعتبارًا من عام 2020، تعد نسخة فاينل فانتازي 11 على الكمبيوتر هي اللعبة الوحيدة المتبقية التي تدعمها الخدمة.
كانت بلاي أون لاين واحدة من أولى خدمات الألعاب عبر الأنظمة الأساسية واستضافت مئات الآلاف من اللاعبين في ذروتها. تم إغلاقه لمدة اثني عشر يومًا خلال زلزال عام 2011 في اليابان. تعرضت المنصة أيضًا إلى هجمات رفض الخدمة وتم حظر اللاعبين الذين يحاولون الغش لاحقًا. بدءًا من فاينل فانتسي 14 (لعبة فيديو 2010)، بدأت سكوير إنكس في نقل ألعابها عبر الإنترنت من الخدمة مع رفض العضوية. كان تاريخ إنهاء فاينل فانتازي 11 وبلاي أون لاين على بلاي ستيشن 2 وإكس بوكس 360 في مارس 2016، مع دعم إصدار الكمبيوتر الشخصي فقط من فاينل فانتازي 11.

## التاريخ

### الإطلاق
صًممت بلاي أون لاين في الأصل كحل شامل لإيواء أنواع متعددة من محتوى الألعاب. في حدث «سكوير ميلينيوم» في اليابان في 28 يناير 2000، أعلنت سكوير عن فاينل فانتازي 11 وفاينل فانتازي 10 وفاينل فانتازي 11، تلك الأخيرة تقرر إطلاقها في صيف عام 2001، وأنهم كانوا يعملون على بوابة على الإنترنت تسمى «بلاي أون لاين» مع شركة الاتصالات اليابانية إن تي تي كومينكيشن، والتي ستضم ألعابًا عبر الإنترنت، ودردشة، وبريدًا إلكترونيًّا، وقصصًا مصورة عبر الإنترنت، وتصفح الإنترنت، والتسوق عبر الإنترنت، والرياضة، والمراسلة الفورية. أُعلن عن الخدمة لأول مرة بتكلفة 500 ين للعضوية الشهرية و 1000 ين رسوم مستخدم شهرية. كانت فاينل فانتازي 11، التي أطلق عليها لاحقًا اسم «فاينال فانتازي أون لاين»، أول لعبة تستخدم الخدمة عبر الإنترنت. تم التخطيط أيضًا لنظام الألعاب المحمول واندرسوان ليكون قادرًا على الاتصال بـ بلاي أون لاين من خلال محول متصل بأحد منافذ يو إس بي في بلاي ستيشن 2. تم افتتاح بلاي أون لاين في 6 يونيو 2000 لكل من الدول الناطقة باللغة اليابانية والإنجليزية مع أخبار حول عناوين البرامج والمقابلات والخلفيات القادمة. تضمنت بضائع الموقع قطعًا من باراسايت إيف (لعبة فيديو) وفاجرانت ستوري وشوكوبو راسنج وفرونت ميشون وكرونو كروس وفاينل فانتسي.
لتشجيع التبني المبكر قبل إصدار فاينل فانتازي 9، دخلت سكوير في شراكة مع برادي جيمز لنشر دليل إستراتيجي ذي غلاف ورقي لـ فاينل فانتازي 9. أصبح الدليل سيئ السمعة لاحتوائه بالكاد على أي إرشادات فعلية. بدلاً من ذلك، طلبت من اللاعبين عدة مرات في كل صفحة زيارة بلاي أون لاين للحصول على حلول الألغاز، وما إلى ذلك. تم إلغاء الخطط الأولية لاستخدام بلاي أون لاين مع فاينل فانتازي 10 في النهاية.

### الخدمة
واعتبر بلاي أون لاين جزءًا من سوني إستراتيجية لتحويل بلاي ستيشن 2 إلى جهاز وسيط بين التلفاز والإنترنت وفقًا لذلك، جلبت سوني معدات النطاق العريض والقرص الصلب إلى بلاي ستيشن 2. تمت ملاحظة جودة المتصفح في رسوماته «النظيفة» وتخطيطات الصفحة الممتازة و «الصوت عالي الجودة». لم يكن المستعرض أداة إنترنت للأغراض العامة، ولكنه تمكن من الوصول فقط إلى محتوى سكوير، مثل الأخبار حول منتجات سكوير وإرشادات فكاهية عن فاينل فانتازي 11.
ثبت أن نقل فاينل فانتازي 11 إلى إكس بوكس صعب بسبب مشاكل التوافق الأكبر مما كان مأمولًا بين إكس بوكس لايف وبلاي أون لاين، على الأرجح لأن الأخير تم تصميمه أولاً. بعد التفاوض، تمكن لاعبو إكس بوكس 360 من لعب اللعبة من خلال خوادم بلاي أون لاين حصريًا، على الرغم من رغبة مايكروسوفت الأولية في أن تستخدم سكوير إنكس منصتها الخاصة. لم يكن المحتوى القابل للتنزيل متاحًا أيضًا على النظام الأساسي منذ تشغيل اللعبة من خلال بلاي أون لاين. كان من المأمول أن يتم عرض المحتوى في النهاية من خلال إكس بوكس ستور. بدأت فاينل فانتازي 12 كلعبة مصممة لمنصة ألعاب بلاي أون لاين.

### الأمن وانقطاع الخدمة
في فبراير 2005، تم حظر 800 لاعب من لعبة الورق تيترا ماستر ومن فاينل فانتازي 11 لاحتكار المناطق التي تفرخ فيها العناصر والوحوش عالية المستوى، مما يجعل من المستحيل على اللاعبين الآخرين أن يصبحوا أقوى. في مارس 2009، أعلنت سكوير إنكس عن نظام أمان جديد للاعبين بدءًا من 6 أبريل 2009، والذي يتضمن رمز أمان يمكن للاعبين شرائه مقابل 9.99 دولارًا أمريكيًا ويتضمن مكافأة داخل اللعبة تسمى «موج ساشل». في 9 أبريل 2005، أدى هجوم رفض الخدمة الموزع على خوادم بلاي أون لاين إلى تعذر الوصول إلى فاينل فانتازي 11 من جانب لاعبي أمريكا الشمالية وأوروبا لمدة ثلاث ساعات: استمر الهجوم لأكثر من أسبوع، مما دفع سكوير إنكس إلى إشراك تطبيق القانون. في ذلك الوقت، لم تكشف سكوير إنكس ما إذا كان الخادم الياباني الذي استضاف فرونت ميشون أون لاين وفانتازي إيرس واللاعبين اليابانيين في إيفر كويست 2 قد تأثروا.
بعد زلزال اليابان عام 2011، عطلت سكوير إنكس طواعية الخوادم للحفاظ على الطاقة بسبب حالة العجز في محطة الطاقة النووية في المنطقة. أدى ذلك إلى توقف مؤقت لألعاب وخدمات فاينل فانتازي 14 وفاينل فانتازي 11 وبلاي أون لاين من 13 إلى 25 مارس.  خلال نقص الطاقة، تم تخفيض تكييف الهواء والإضاءة، وتم التنازل عن رسوم الاشتراك في فاينل فانتازي 11 لشهر أبريل.

### انخفاض
في يونيو 2009، أعلنت سكوير إنكس أنها قررت عدم استخدام بلاي أون لاين لـ فاينل فانتسي 14 بسبب الانخفاض الملحوظ في المحتوى على الخدمة. بدلاً من ذلك، سوف ينتقلون إلى خدمة جديدة لا تزال تسمح باللعب عبر الأنظمة الأساسية، بما في ذلك استخدام معرف سكوير إنكس العالمي الذي يسمح للاعبين باللعب من أي مكان توقفوا فيه. في يونيو 2011، أعلنت سكوير إنكس أنها ستدمج قسم إدارة الحساب من خدمة بلاي أون لاين في حسابات سكوير إنكس اعتبارًا من يوليو 2011 وتتوج في 31 أغسطس 2011. ومع ذلك، لا يزال بلاي أون لاين مطلوبًا للعب فاينل فانتازي 11 بالفعل. كررت سكوير إنكس فكرة قائمة الأصدقاء من فاينل فانتازي 11 في فاينل فانتسي 14. كان تاريخ إنهاء خدمة فاينل فانتازي 11 وبلاي أون لاين لـ بلاي ستيشن 2 وإكس بوكس 360 في مارس 2016.

## الاستقبال
في ديسمبر 2001، توقعت سكوير إنكس أن يكون لديها 250000 مستخدم بحلول نهاية عام 2001، و 400000 بحلول نهاية عام 2002: فرضت الخدمة 10 دولارات لكل شخص، وبالتالي تحتاج إلى 200000 مشترك لتحقيق التعادل.
في 7 يناير 2004، أعلنت سكوير إنكس أن لديها أكثر من 500000 مستخدم مسجل في خدمة ألعاب بلاي أون لاين، وأقل قليلاً من مليون لاعب نشط. في سبتمبر 2004، صرحت سكوير إنكس أن لديها 1.2 مليون شخصية، ومعظم اللاعبين لديهم من اثنين إلى ثلاثة أحرف. في مايو 2005، أصبحت فرونت ميشون أون لاين هي اللعبة الثانية التي تستخدم الخدمة، حيث يتم بيعها بالتجزئة بسعر 7,140 ين بسعر اشتراك شهري يبلغ 1,344 ين. في يونيو 2009، رفع أحد سكان سان فرانسيسكو بولاية كاليفورنيا دعوى قضائية ضد شركة سكوير إنكس بتهمة «الدعاية الخادعة والمنافسة غير العادلة والإثراء غير المشروع» من فاينل فانتازي 11، وطلب تسوية بقيمة 5 ملايين دولار.
صرح الملحن نوبوؤو أويماتسو بأن جهود سكوير للمضي قدمًا في الألعاب عبر الإنترنت كانت مهمة لتطوير صناعة ألعاب الفيديو. وانتقد عارض بلاي أون لاين لكونه ليس أكثر من وسيلة أطول للوصول إلى محتوى فاينل فانتازي 11 تضمنت اللعبة أيضًا غرف دردشة غير خاضعة للإشراف انتهى بها الحال إلى احتواء مواد إباحية. كما وُصفت الواجهة بأنها «عالية الأداء»، مع «قيود وظيفية غريبة».

## روابط خارجية
- بلاي أون لاين
- الموقع الأصلي (أرشيف الويب)